# Жикина династија (представа)
Жикина династија је позоришна представа настала после велике популарности филмског серијала Луде године, који је имао велику гледаност, те је зато снимљено десет наставака ове серије. Сваки наставак серијала има свој назив, али због најпопуларнијег лика Жике Павловића серијал је такође познат и као Жикина династија. Серијал је прославио глумце Драгомира Бојанића и Марка Тодоровића, а исти су снимани до 1992. године. 
Десет година касније 2002. године, у режији Весне Станковић настаје позоришна представа са новим глумцима. Сценарио за представу је писао Зоран Чалић, музику потписује композиторка Маја Лековић, а за костим се побринула Нада Јанковић. Глумци који се појављују у представи су: Лепомир Ивковић, Бошко Пулетић, Јелица Сретеновић, Весна Станковић и Јасмина Стојиљковић. Представа је премијерно изведена на сцени Театра 78.

## Улоге
| Глумац              | Улога                 |
| ------------------- | --------------------- |
| Лепомир Ивковић     | Живорад Жика Павловић |
| Бошко Пулетић       | Милан Тодоровић       |
| Јелица Сретеновић   | Јелена Тодоровић      |
| Весна Станковић     | Елза                  |
| Јасмина Стојиљковић | стриптизета Виолета   |

## Екипа
- Режија: Весне Станковић
- Сценарио: Зоран Чалић
- Музика: Маја Лековић
- Костим: Нада Јанковић

## Позоришта
- Театар 78, Београд[1]
- Балкан Нови покрет, Београд
- Дом културе, Апатин
- Позориште Фави, Београд